# Harald Spörl
Harald „Lumpi“ Spörl (* 31. Oktober 1966 in Bamberg) ist ein ehemaliger deutscher Fußballspieler.

## Leben
In jungen Jahren spielte Spörl für den VfL Frohnlach und den 1. FC Bamberg. Er wechselte auf ausdrücklichen Wunsch des damaligen Trainers Ernst Happel zum Hamburger SV. Der HSV bezahlte eine Ablösesumme von 37 500 D-Mark. Da der Mittelfeldspieler in der Fußball-Bundesliga über 14 Jahre ausschließlich für den HSV spielte, gilt er als „HSV-Urgestein“. Der 1,68 Meter große Spörl, ein gelernter Tischler, galt als technisch versierter, schussgewaltiger Spieler, zu dessen Spezialitäten präzise Frei- und Eckstöße zählten. Zumeist agierte er im rechten Mittelfeld, gegen Ende seiner Bundesligakarriere jedoch auch häufiger auf der zentralen Position des Spielmachers.
Spörl bestritt von 1987 bis 2001 321 Bundesliga-Spiele, in denen er 60 Tore erzielte. Seine beste Saison war 1995/96, als er den HSV mit 14 Toren (darunter 4 Elfmeter) – einer für einen Mittelfeldakteur bemerkenswert hohen Zahl – in den UEFA-Cup führte. Er wurde zeitweise von Ditmar Jakobs als Spielerberater betreut.
Ende September 1991 stellte Bundestrainer Berti Vogts eine Berufung Spörls für ein Wohltätigkeitsspiel der Nationalmannschaft gegen eine Weltauswahl in Aussicht, verzichtete aber kurzfristig auf den Mittelfeldspieler. Spörl bestritt letztlich nie ein Länderspiel. Sein Spitzname lautet „Lumpi“, seit er 10 Jahre alt war. Im Oktober 1993 belegte ihn der Hamburger SV wegen vereinsschädigenden Verhaltens mit einer Geldstrafe von 7500 D-Mark. Spörl und sein Mannschaftskamerad Andreas Sassen waren durch ein Zechgelage in die Schlagzeilen geraten. Danach war es zu einer Auseinandersetzung mit einem Taxifahrer gekommen.
In der Saison 2001/02 spielte er beim Zweitligisten LR Ahlen in der 2. Bundesliga.
Von Juli bis Dezember 2002 trainierte er den bayerischen Oberligisten Bayern Hof.
Anschließend war er bis zum Saisonende 2004/05 in der Bezirksliga beim 1. FC Hersbruck als Spielertrainer tätig.
Von 2002 bis 2018 arbeitet Spörl als Scout beim HSV. Überraschend kehrte Spörl ab Oktober 2021 als Trainer zurück und trainierte die SpVgg Mühlhausen als Freundschaftsdienst in der Kreisliga 1 Bamberg bis zum Saisonende. Den Abstieg in die Kreisklasse konnte der ehemalige Profi allerdings nicht verhindern.